# 李德鑑
李德鑑（?—?），字葆誠，號朗侯，安徽省太湖縣人，清朝翰林，同進士出身。
光緒三十年，會試第187名；殿試登進士三甲第104名，改翰林院庶吉士，散館授檢討。